# Wittgendorf (Rochlitz)
Wittgendorf ist ein Ortsteil der Großen Kreisstadt Rochlitz im sächsischen Landkreis Mittelsachsen. Der Ort wurde am 1. Juli 1950 nach Breitenborn eingemeindet, mit dem er am 1. Januar 1995 zu Rochlitz kam.

## Geografie

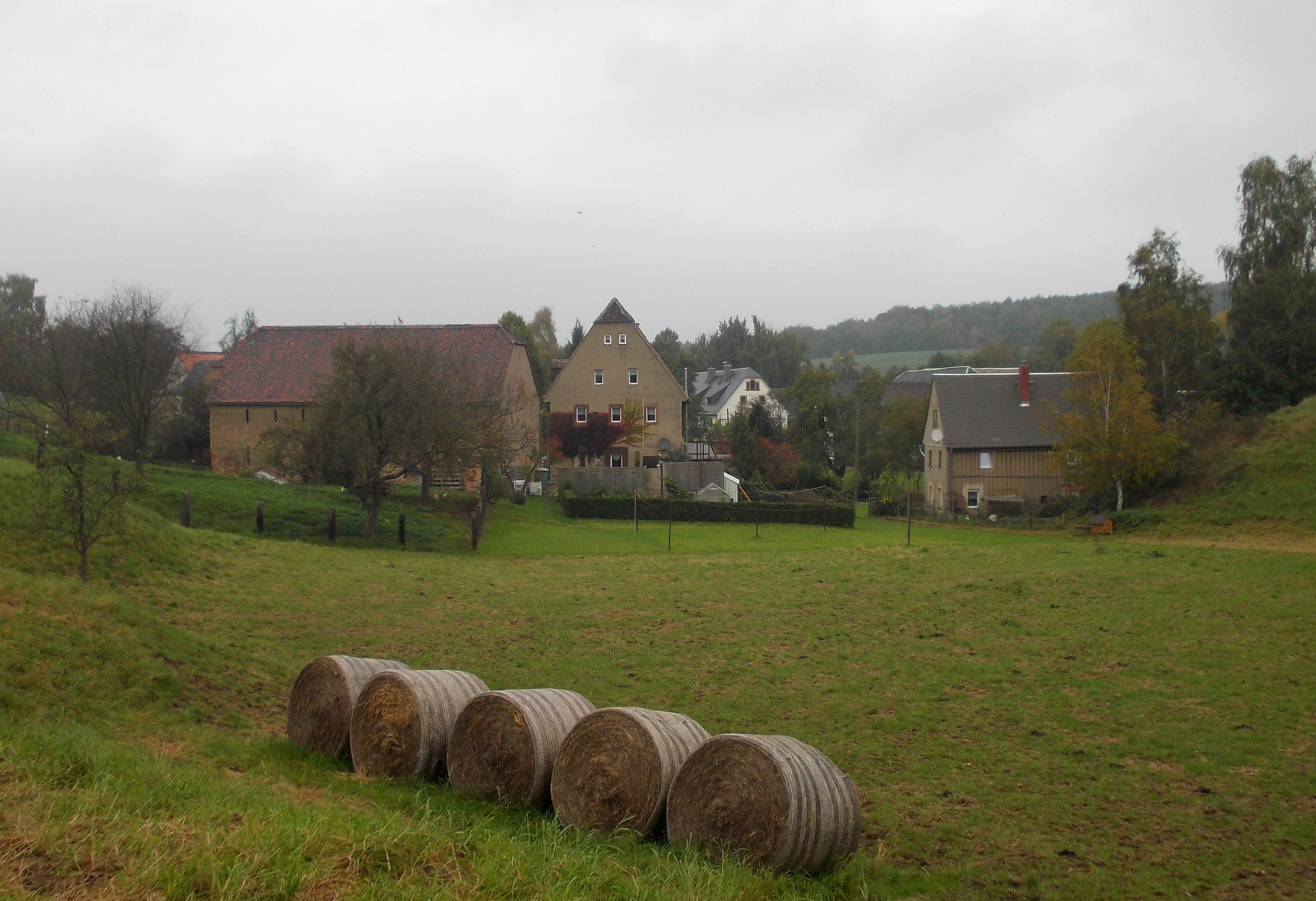
Ortsansicht von Wittgendorf

### Lage und Verkehr
Wittgendorf befindet sich im westlichen Stadtgebiet von Rochlitz westlich des Rochlitzer Bergs. Die Bundesstraße 175 verläuft im Südosten an Wittgendorf vorbei. Direkt östlich des Orts verläuft die Trasse der stillgelegten Bahnstrecke Rochlitz–Penig, welche zwischen 1872 und 2002 in Betrieb war.

### Nachbarorte
|             | Stollsdorf                                  |         |
| Breitenborn | Kompassrose, die auf Nachbargemeinden zeigt | Noßwitz |
|             | Carsdorf                                    |         |

## Geschichte

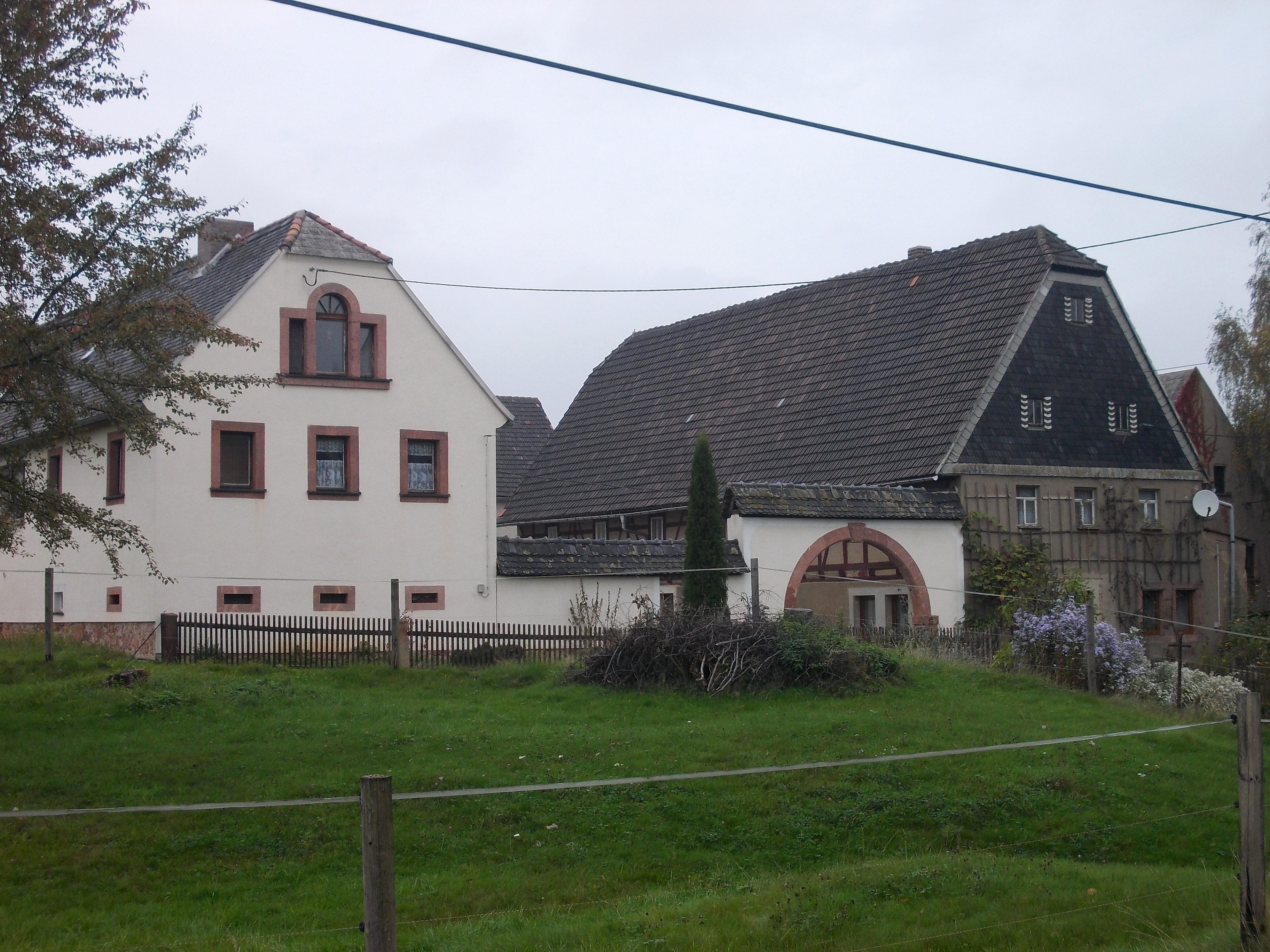
Hof in Wittgendorf

Der Rundweiler Wittgendorf wurde im Jahr 1288 als „Gelferadus de Wittechendorf miles“ erwähnt, was auf einen Herrensitz deutet. Bezüglich der Grundherrschaft unterstand Wittgendorf bis 1856 als Amtsdorf dem kursächsischen bzw. königlich-sächsischen Amt Rochlitz. Kirchlich war der Ort ursprünglich nach Breitenborn, später nach Wechselburg gepfarrt. Bei den im 19. Jahrhundert im Königreich Sachsen durchgeführten Verwaltungsreformen wurden die Ämter aufgelöst. Dadurch kam Wittgendorf im Jahr 1856 unter die Verwaltung des Gerichtsamts Rochlitz und 1875 an die neu gegründete Amtshauptmannschaft Rochlitz.
Am 1. Juli 1950 erfolgte die Eingemeindung von Wittgendorf nach Breitenborn. Durch die zweite Kreisreform in der DDR im Jahr 1952 wurde Wittgendorf als Ortsteil der Gemeinde Breitenborn dem Kreis Geithain im Bezirk Leipzig angegliedert, der ab 1990 als sächsischer Landkreis Geithain fortgeführt wurde. Am 1. August 1994 erfolgte die Umgliederung in den neu gebildeten Landkreis Mittweida, der 2008 im Landkreis Mittelsachsen aufging. Mit der Eingemeindung der Gemeinde Breitenborn nach Rochlitz wurden Breitenborn und Wittgendorf am 1. Januar 1995 Ortsteile von Rochlitz.